# Mareike Carrière

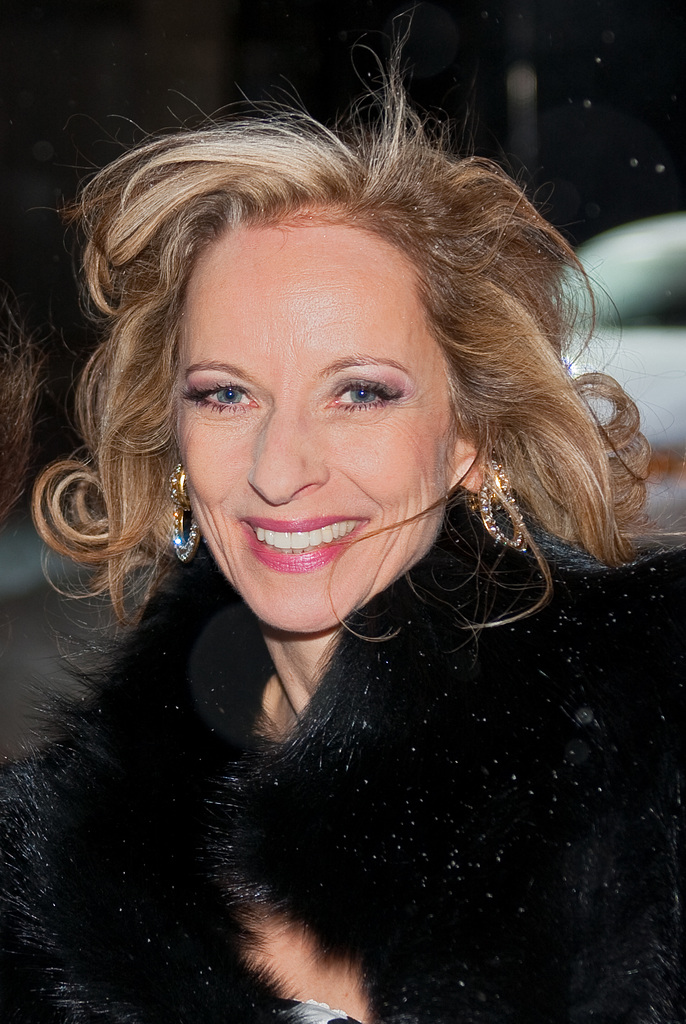
Mareike Carrière (2010)

Mareike Ann Carrière (* 26. Juli 1954 in Hannover; † 17. März 2014 in Hamburg) war eine deutsche Schauspielerin. Sie war auch als Hörspielsprecherin, Atemtherapeutin und Coach tätig.

## Leben
Mareike Ann Carrière wurde 1954 in Hannover geboren und wuchs in Lübeck auf. Sie war die Tochter des Psychiaters und Nervenarztes Bern Carrière.
Bereits als Kind stand sie auf der Bühne, gemeinsam mit ihren Brüdern Mathieu (* 1950) und Till (1952–1978). Till, ein Theaterschauspieler, nahm sich im Alter von 26 Jahren das Leben.
Im Alter von 16 Jahren begann sie ihre Ausbildung an der Lübecker Schauspielschule. Nachdem sie diese abgeschlossen hatte, holte sie ihr Abitur nach und studierte an der Sorbonne in Paris Englisch und Französisch. Mit einem Diplom als Übersetzerin beendete sie dieses Studium.
1977 drehte sie ihren ersten internationalen Spielfilm Taugenichts (Regie: Bernhard Sinkel), nach der Novelle Aus dem Leben eines Taugenichts von Joseph von Eichendorff. Gleich im Anschluss daran drehte sie Un second souffle unter der Regie von Gérard Blain. 1978 wählte Eberhard Schubert sie unter 1000 Kandidatinnen als Hauptdarstellerin für sein Nazi-Drama Flamme empor aus. Für diese Rolle erhielt sie den Kritikerpreis.
1981 kehrte Carrière aus Paris zurück nach Deutschland und heiratete den Filmproduzenten Joachim von Vietinghoff. Ihr Lebensmittelpunkt wurde Berlin. Sie spielte Theater, drehte internationale Kino- und Fernsehfilme und absolvierte eine Ausbildung zur Atempädagogin am Ilse-Middendorf-Institut für den Erfahrbaren Atem in Berlin.
1986 wurde sie die erste Streifenpolizistin im deutschen Fernsehen (nachdem es zuvor bereits weibliche Kommissare gegeben hatte, z. B. im Tatort) an der Seite von Arthur Brauss in der Serie Großstadtrevier. Sie hatte zuvor bei der Polizei hospitiert und Karate und Schießen gelernt. Parallel zum Großstadtrevier stand sie in Berlin für die Serie Praxis Bülowbogen vor der Kamera, in der sie die Rolle der Dr. Kathrin Brockmann spielte. Außerdem drehte sie internationale Spielfilme: Yerma, Mary Ward, Die Tänzerin, Zugzwang (unter der Regie ihres Bruders Mathieu Carrière), Der Rosengarten (Regie: Oscar-Preisträger Fons Rademakers) und Fernsehfilme wie Schuldig auf Verdacht, Die Laurents, die Geschichte der Hugenotten und Christian Rother, Bankier von Preußen.
1993 stieg Carrière nach 62 Folgen aus dem Großstadtrevier aus. Sie spielte danach in der von der ARD für sie entwickelten Serie Die Schule am See und im Sechsteiler L’avvocato delle donne, einer italienisch-deutschen Koproduktion für die RAI und die ARD. 2001 spielte sie zusammen mit Miriam Stein die Hauptrolle im ARD-Film Das Mädchen aus der Fremde. Dieser Film wurde mehrfach auf internationalen Filmfestivals ausgezeichnet und ist bis heute der am häufigsten wiederholte Spielfilm der ARD.
Im Jahr 2002 spielte sie für das ZDF in der Trilogie Pommery und … Putenbrust – Hochzeitstorte – Leichenschmaus, die Geschichte einer Berliner Familie, mit Armin Rohde, Katharina Thalbach und Horst Krause.
2003 wechselte sie das Genre. Für ProSieben spielte sie in der Comedy-Serie Was nicht passt, wird passend gemacht nach dem Kinoerfolg von Peter Thorwarth. Es folgte die Verfilmung von Unkenrufe – Zeit der Versöhnung nach dem gleichnamigen Roman von Günter Grass, einige Filme fürs ZDF und Macht der Angst, ein Kieler Tatort.
2007 spielte Carrière nach vielen Jahren wieder Theater: In Die 7 Todsünden, einem Stück von Andreas Schmidt und Luci van Org, stand sie im Theater am Kurfürstendamm und ab März 2009 in der Komödie Winterhuder Fährhaus (Hamburg) auf der Bühne.
2008 war sie in der ARD-Produktion Meine Tochter und der Millionär zu sehen. Es folgten einige Produktionen für ARD und ZDF sowie 2010 eine Arbeit mit David Cronenberg in seiner Verfilmung von Christopher Hamptons Theaterstück A Dangerous Method – Eine dunkle Begierde – die Geschichte der Sabina Spielrein und ihrer Beziehung zu C. G. Jung.
Ende 2010 ging sie wieder mit Die 7 Todsünden auf Deutschlandtournee. Außerdem absolvierte sie eine Ausbildung zum systemischen Coach an der Coaching-Akademie Hamburg und bot „Präsenztraining“ und „Veränderungscoaching“ an.

## Privates

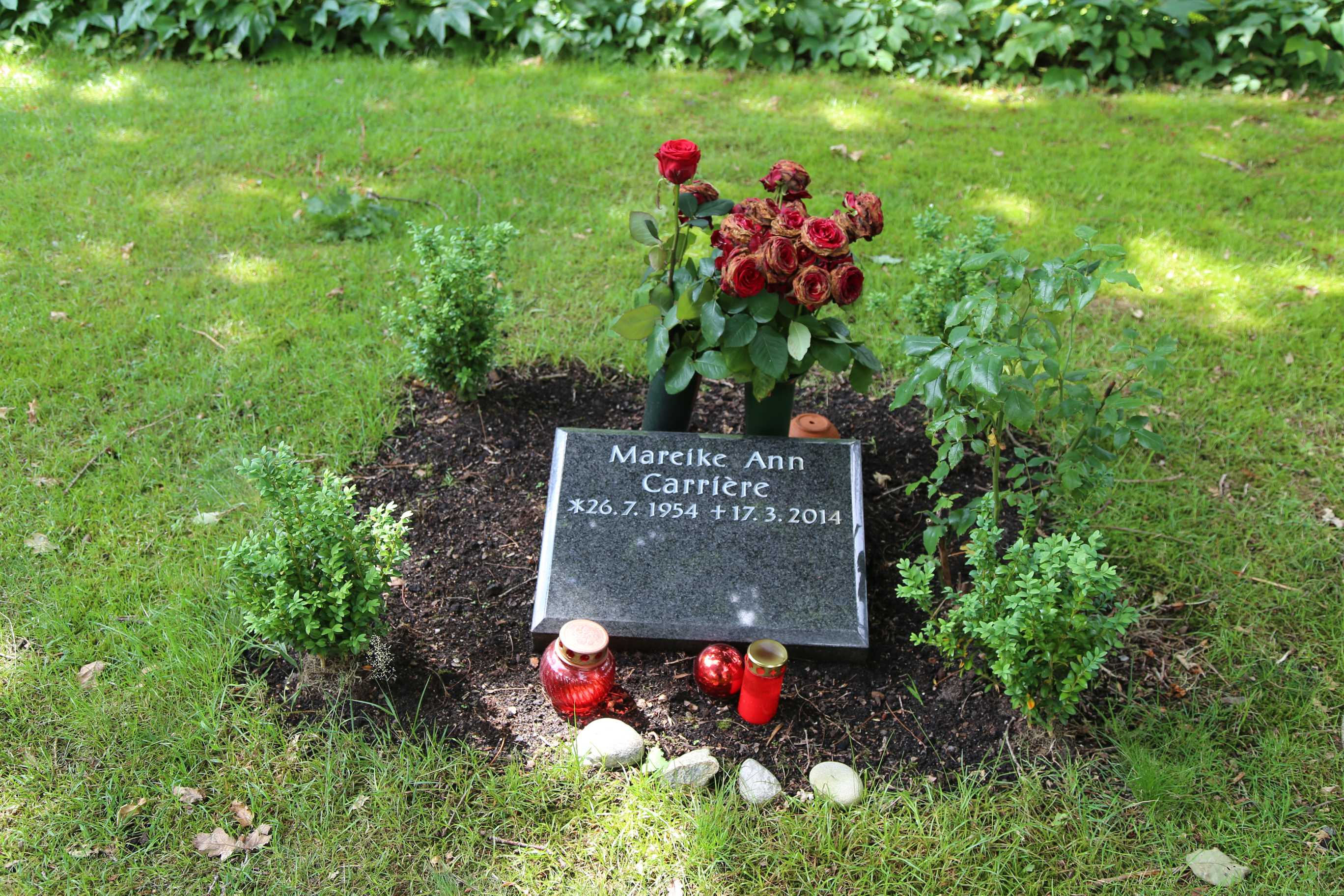
Grabstein von Mareike Carrière auf dem Friedhof Ohlsdorf

Mareike Carrière war von 1981 bis 1994 mit dem Filmproduzenten Joachim von Vietinghoff verheiratet. 1993 verlegte sie ihren Wohnsitz nach Hamburg und heiratete dort 1997 den Zahnarzt Gerd Klement. Sie war bis zu ihrem Tod Repräsentantin der UNICEF und engagierte sich für das Hospiz Hamburg Leuchtfeuer.
Anfang 2012 erkrankte Carrière an Blasenkrebs, der später Metastasen bildete.
Sie lebte im Hamburger Stadtteil Eimsbüttel. Am 17. März 2014, dem Tag, an dem ihr Vater seinen 93. Geburtstag feierte, starb Carrière im Alter von 59 Jahren in einem Krankenhaus in Kassel (offizielle Stellungnahme ihrer Managerin: im Kreise ihrer Familie in Hamburg) an den Folgen ihrer Krebserkrankung. Am 28. März 2014 fand in der Fritz-Schumacher-Halle auf dem Hamburger Friedhof Ohlsdorf eine Trauerfeier statt, zu der zahlreiche Familienangehörige, Freunde und Weggefährten kamen. Entgegen ursprünglichen Planungen der Familie, sie in der Familiengrabstätte auf einem Friedhof in Lübeck zu bestatten, wo auch ihre Mutter Jutta Carrière ihre letzte Ruhestätte fand, befindet sich ihre Urnen-Grabstätte auf dem Hamburger Friedhof Ohlsdorf.

## Filmografie

### Kinofilme (Auswahl)
- 1978: Taugenichts
- 1978: Ein Mann kommt in die Jahre (Un second souffle)
- 1978: Flamme empor
- 1984: Yerma
- 1985: Marie Ward – Zwischen Galgen und Glorie
- 1989: Der Rosengarten
- 1989: Zugzwang
- 1991: Die Tänzerin (Maihime)
- 2000: Erwachsen werden
- 2004: Unkenrufe – Zeit der Versöhnung
- 2011: Eine dunkle Begierde (A Dangerous Method)

### Fernsehfilme (Auswahl)
- 1981: Der Poltergeist
- 1981: Die zweite Haut
- 1981: Tatort – Beweisaufnahme
- 1986: Christian Rother – Bankier für Preußen
- 1987: Lorentz und Söhne
- 1995: Fast wie Ferien
- 1995: Schuldig auf Verdacht
- 1997: Pardaillan
- 2001: Das Mädchen aus der Fremde
- 2002: Die Katzenfrau
- 2002: Der Verehrer
- 2002: Pommery und Putenbrust
- 2004: Pommery und Hochzeitstorte
- 2005: Das Zimmermädchen
- 2006: Pommery und Leichenschmaus
- 2006: Frau Holle – Im Himmel ist die Hölle los
- 2006: Afrika – Wohin mein Herz mich trägt
- 2007: Kein Geld der Welt
- 2007: Tatort: Macht der Angst
- 2009: Meine Tochter und der Millionär
- 2010: Katie Fforde: Eine Liebe in den Highlands
- 2011: Gottes mächtige Dienerin
- 2012: Frühling für Anfänger
- 2013: Frühlingsgefühle (2013)
- 2013: Einmal Frühling und zurück

### Fernsehserien
- 1980–1982: Drei Damen vom Grill
- 1981: Der Fall Maurizius (Mini-Serie)
- 1982: Bekenntnisse des Hochstaplers Felix Krull (Mini-Serie)
- 1983: Die Zeiten ändern sich (Mini-Serie)
- 1986–1994: Großstadtrevier (62 Folgen)
- 1987–1996: Praxis Bülowbogen (47 Folgen)
- 1991: Die Verlobten (Mini-Serie)
- 1991: L’ispettore Sarti – Un poliziotto, una città (Mini-Serie)
- 1993: Glückliche Reise – Jamaica
- 1994: Glückliche Reise – Hongkong
- 1995: Glückliche Reise – Phuket
- 1995: Top Cops (80-teilige Reality-Fernsehreihe)
- 1996: Im Namen des Gesetzes (Folge: Herr und Hund)
- 1996: Für Liebe und Gerechtigkeit (6-Teiler)
- 1997–2000: Die Schule am See (19 Folgen)
- 1999: Sylvia – Eine Klasse für sich
- 2000: Küstenwache (Folge: Das letzte Ufer)
- 2001: Victor – Der Schutzengel (Folge: Eine Schar von Nikoläusen)
- 2003: SOKO München (Folge: Die Befragung)
- 2003–2007: Was nicht passt, wird passend gemacht (16 Folgen)
- 2010: Lutter (Folge: Rote Erde)
- 2012: Heiter bis tödlich: Morden im Norden (Folge: Der Marzipanmörder)
- 2013: SOKO Stuttgart (Folge: Der Prozess – Teil 4)